# Richard Watney

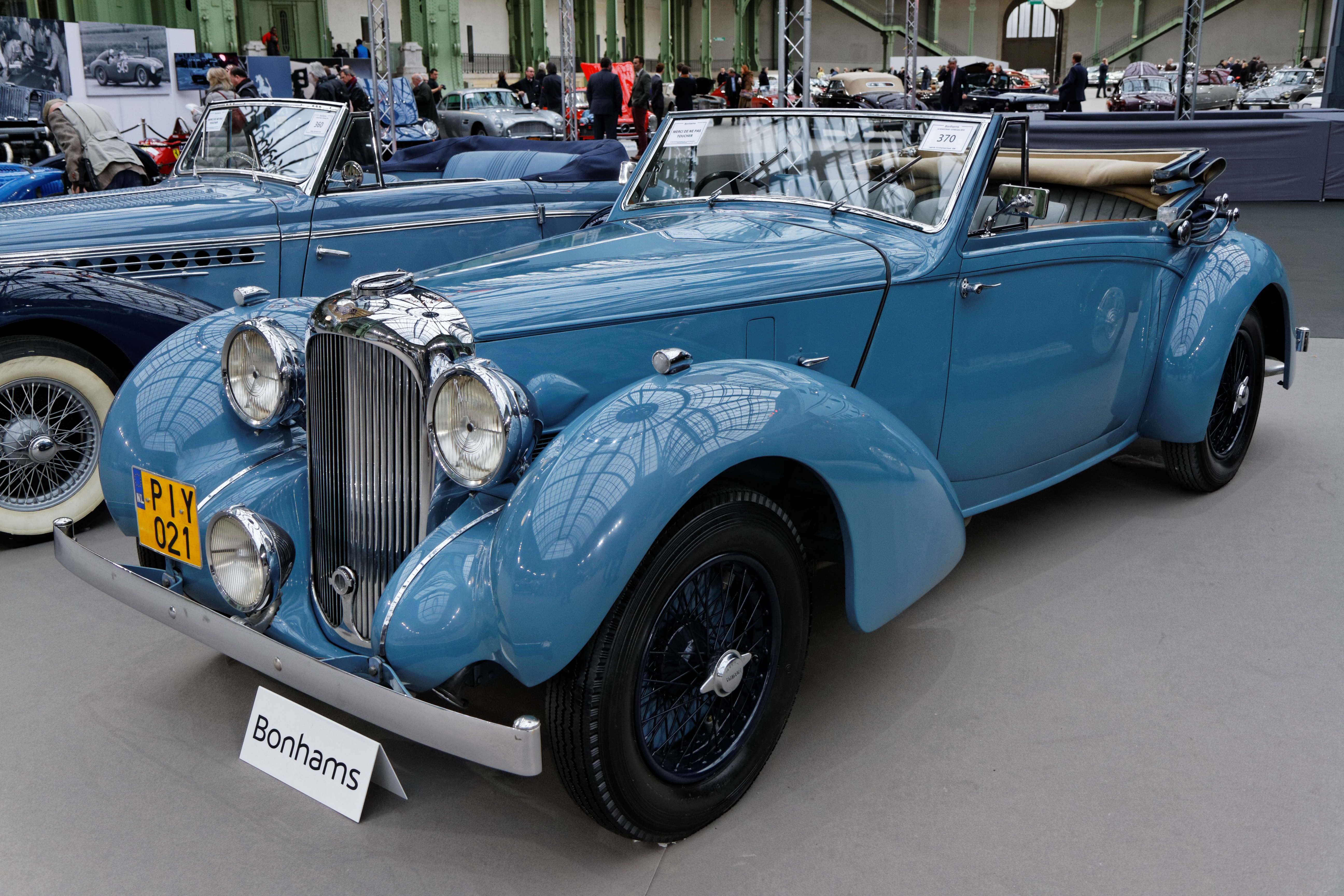
Lagonda V12 Drophead Coupé, Baujahr 1939

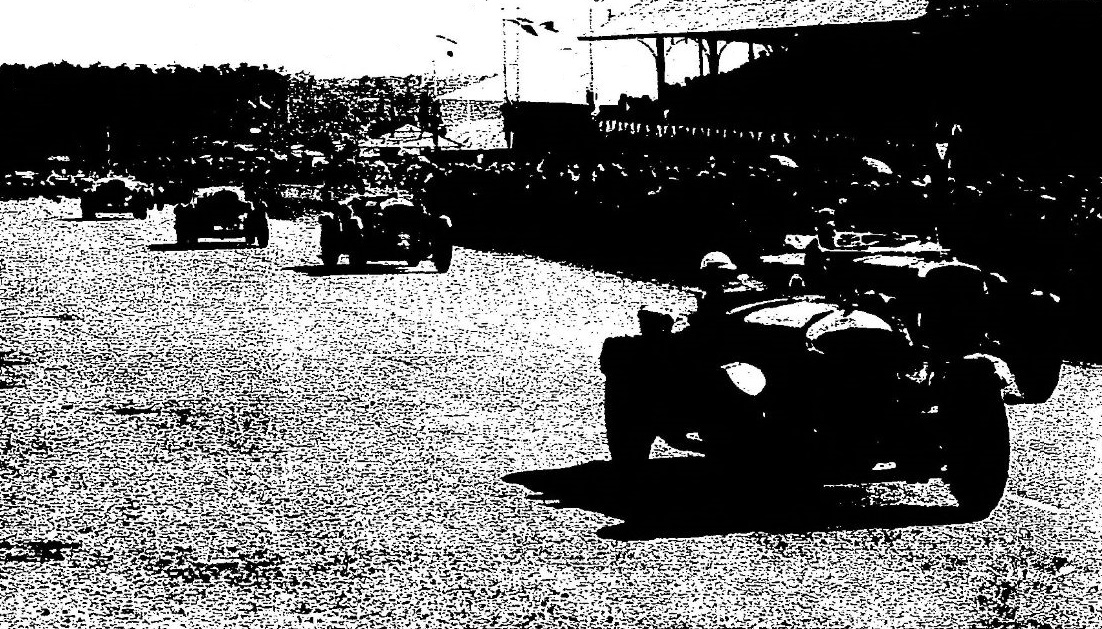
Start zum 24-Stunden-Rennen von Le Mans 1930; Vorne im Bild der Bentley von Frank Clement und Richard Watney

Richard Gordon „Dick“ Watney (* Dezember 1904 in Chertsey; † 8. August 1949 in Melbourne) war ein britischer Autorennfahrer und Geschäftsführer von Lagonda.

## Geschäftsführer bei Lagonda
Richard Watney war 1935 Verkaufsleiter der Rootes-Gruppe für den Großraum London und wechselte im selben Jahr zu Lagonda, um dort die Position eines Geschäftsführers anzutreten. Lagonda war Mitte der 1930er-Jahre in finanzielle Schwierigkeiten geraten. 1935 übernahm der irische Geschäftsmann Alan Good die Mehrheit am Unternehmen und verpflichtete Watney neben Walter Owen Bentley, der als technischer Leiter fungierte. Unter der Führung von Watney und Bentley vollzog sich die Ausrichtung von Lagonda als Produzent von Fahrzeugen der Oberklasse. Unter anderen entstanden die V12-Modelle. Auch die Motorsportaktivitäten wurden wieder verstärkt. Arthur Dobson und Charles Brackenbury wurden auf einen V12 1939 Gesamtdritte beim 24-Stunden-Rennen von Le Mans.

## Karriere als Rennfahrer
Watney war selbst ein engagierter Amateur-Rennfahrer. Er wurde 1928 Gesamtzwölfter bei der RAC Tourist Trophy und startete zweimal beim 24-Stunden-Rennen in Le Mans. 1930 erreichte er gemeinsam mit Frank Clement auf einem Werks-Bentley Speed Six den für einen Herrenfahrer bemerkenswerten zweiten Gesamtrang in Le Mans.
Richard Watney starb im August 1949 bei einem Verkehrsunfall in Australien.

## Statistik

### Le-Mans-Ergebnisse
| Jahr | Team                   | Fahrzeug                | Teamkollege   | Platzierung | Ausfallgrund |
| ---- | ---------------------- | ----------------------- | ------------- | ----------- | ------------ |
| 1929 | Colonel Warwick Wright | Stutz Model M Blackhawk | George Eyston | Ausfall     | Leck im Tank |
| 1930 | Bentley Motors Ltd.    | Bentley Speed Six       | Frank Clement | Rang 2      |              |